# سيمون أوسي-منساه
سيمون أوسي-منساه هو مصرفي واقتصادي وسياسي غاني، ولد في 27 مايو 1961 في غانا. نشط حزبياً في الحزب الوطني الجديد ‏. في 2004 Ghanaian general election ‏، انتخب Member of the 4th Parliament of the 4th Republic of Ghana ‏ عن دائرة Bosomtwe (Ghana parliament constituency) ‏ وقد انضم خلال فترته النيابية ‏ (7 يناير 2005 – 6 يناير 2009) للكتلة البرلمانية الحزب الوطني الجديد ‏ وفي 2008 Ghanaian general election ‏، انتخب Member of the 5th Parliament of the 4th Republic of Ghana ‏ عن دائرة Bosomtwe (Ghana parliament constituency) ‏ وقد انضم خلال فترته النيابية ‏ (7 يناير 2009 – 6 يناير 2013) للكتلة البرلمانية الحزب الوطني الجديد ‏ وفي 2012 Ghanaian general election ‏، انتخب Member of the 6th Parliament of the 4th Republic of Ghana ‏ عن دائرة Bosomtwe (Ghana parliament constituency) ‏ وقد انضم خلال فترته النيابية ‏ (7 يناير 2013 – 6 يناير 2017) للكتلة البرلمانية الحزب الوطني الجديد ‏.